# Dan (roi)
Pour les articles homonymes, voir Dan.
Dan est le nom donné à la dynastie des rois légendaires dans la mythologie nordique qui donnèrent leur nom au peuple Danois et au Danemark.

## Le Chronicon Lethrense
Selon la Chronicon Lethrense, composée vers 1170, un premier roi primitif, Ypper d'Uppsala, eut trois fils, Dan qui dirigea les Danois, Nór qui devint le roi des Norvégiens et Østen celui des Suédois. Selon la chronique 
Dan est le premier qui règne sur le Seeland et préserve son peuple de l'attaque des troupes de l'empereur romain Auguste et les Jutes, les hommes de Fionie et de Scanie l'acceptent comme roi, l'ensemble de ces territoires prennent alors son nom pour former le Danemark. De son épouse Dana, il eut un fils, Ro.

## Le Rígsthula
D'après le poème de l'Edda poétique, Rígsþula, Dan et sa sœur Drott étaient les enfants de Ríg qui était le pseudonyme du dieu Heimdall. Par la suite, Drott épousa le roi légendaire de Gamla Uppsala Domar.

## La Skjöldungasaga
Selon l'épitomé en latin de la Saga des Skjöldungar d'Arngrímur Jónsson de 1597 :
Ríg (Rigus) était l'un des hommes les plus remarquables de son temps. Il épousa la fille d'un certain Danp (vieux norrois Danpr), seigneur de Danpsted, dont le nom était Dana ; et plus tard, après avoir gagné le titre royal dans sa province, il laissa comme héritier son fils né de Dana, et appelé Dan ou Danum, dont tous les sujets étaient appelés Danois.
Cette tradition est proche de celle de la Rígsthula. Ce Dan épouse Olof, la fille de Varmund, et devient ainsi le beau-frère de Offa d'Angeln mentionné dans le poème en vieil anglais Beowulf. Dan règne d'abord sur le  Jutland mais il conquiert le Seeland sur le roi Aleif, fondant ainsi le royaume de Danemark.

## Saga des Ynglingar
L'Ynglinga saga de Snorri Sturluson évoque le roi  Dyggve de Suède :
  Drótt, la mère de Dyggve était fille du roi  Danp, le fils de  Ríg, qui fut le premier à être appelé konungr [roi] en langue danoise  [(Vieux norrois)]. Ses descendants tinrent toujours le nom de konungr pour le titre le plus éminent. Dyggve fut le premier de sa race à être appelé  konungr, car auparavant ils avaient porté le nom de dróttinn [souverain], leurs femmes  portant celui de  dróttning, et leur suite celui de drótt. Chacun des membres de cette race fut également désigné  par le nom de
Yngvi, ou Ynguni, et tous reçurent l’appellation d'Ynglingar. La reine  Drótt était la sœur du roi Dan Mikilláti (c'est-à-dire le Superbe), d'où vient le nom du Danemark tient.
Ici Ríg est le père de Danp le père de  Dan. Le titre Mikilláti peut être traduit par Fier ou Superbe. Snorri ne dit pas à cet endroit que  Dan est aussi un descendant du roi  Fridfrodi ou Fróði le Pacifique qu'il présente comme régnant sur le
Zealand, comme contemporain de  Fjölnir fils de  Frey six générations avant le roi Dygvi. Snorri écrit plus loin :
À l'époque à laquelle ces rois vivaient à Uppsala, les souverains suivants régnaient sur le Danemark : d'abord Dan Mikilláti, qui atteignit un âge élevé puis son fils, Fróði Mikilláti, ou le Pacifique, ensuite les fils de ce dernier Halfdan et Fridleif, qui étaient de grands guerriers.
Le pacifique Fróði semble être un doublet du premier Fróði. Dans sa préface de l'Heimskringla (qui inclut l'Ynglinga saga), Snorri évoque l'époque des Cairns :
Comme le roi des Danois Dan Mikilláti s'était fait élever un tertre et avait demandé qu'après sa mort on l'y transportât avec sa parure royale, son équipement guerrier, son cheval muni de tout son harnachement et beaucoup d'autres objets précieux, nombreux furent ses parents qui l'imitèrent. Mais chez les Suédois et les Norvégiens l'âge de la crémation se poursuivit encore longtemps.

## Sven Aagesen
L'historien du XIIe siècle Svendl Aagesen mentionne Danu Elatus 'le Fier', sans doute Dan Mikilláti, et fait de lui le successeur de Uffi, qui est Offa, fils de Varmund, en conformité avec la  Skjöldungasaga. Il dit que ce Dan était un si puissant roi qu'un autre roi était son page et que deux nobles lui tenaient son cheval.

## La Gesta Danorum
Saxo Grammaticus dans la Gesta Danorum évoque trois monarques danois différents nommés Dan. On ignore s'il a divisé un seul monarque en plusieurs, ou s'il s'agit de trois rois que les autres ont confondus.
Saxo commence son histoire avec deux frères nommés Dan et Angul, fils de Humbli, qui deviennent souverain avec l'accord du peuple du fait de leur bravoure. Ils ne sont toutefois pas appelés "roi", car ce n'en est pas encore l'usage .
Angul est l'éponyme de la région d'Angul et son peuple deviendra ensuite les Angles qui donneront leur nom à l'Angleterre. Dan est le père de deux fils, Humblus et Lotherus, nés de son épouse Grytha. On ne connait rien d'autre de lui, bien qu'un roi nommé Humli soit le chef des Huns dans les vieilles sources norroises la  Bataille des Goths et des Huns. Lotherus doit être mis en relation avec le dieu scandinave Lóðurr ou le roi en  exil Heremod mentionné dans Beowulf ou avec les deux. Selon Saxo, Lotherus est le père du fameux héros Skioldus.
Le second roi nommé  Dan apparaît plus tard dans le livre IV  comme le fils de Uffi fils de Varmund, (qui est l'Offa d'Angeln fils de Varmund). Saxo ne l'évoque qu'en quelques lignes comme un roi guerrier qui dédaigne ses sujets et gaspille sa richesse comme un successeur, très dégénéré, de ses ancêtres
Il est suivi par le roi  Huglek, « qui écrasa les tyrans suédois Homothus et Hogrimus lors d'un combat naval » puis par Fróði l’Énergique, qui a à son tour comme successeur  Dan III. Saxo ne précise pas la parenté de chacun de ces rois. Pour le dernier Dan, Saxo évoque seulement une anecdote lorsque Dan est âgé de 12 ans, lassé par l'arrogance des ambassadeurs saxons qui viennent exiger le paiement d'un tribut sous peine de guerre, il établit un pont de bateau sur l'Elbe avec des bateaux traverse la rivière et remporte une grande victoire. Ce Dan III est le père de Fridlevus, dans lequel certains reconnaissent  Fridleif et son fils Fróði souvent mentionné dans les sources norvégiennes, le dernier du moins du fait de sa parenté, le pacifique Fróði que Snorri introduit au début de son  Ynglinga saga.

## La ballade d'Eric
La  Ballade d'Eric (en)  était autrefois considérée comme une source précieuse pour l’histoire de la période de migration, mais est maintenant considérée comme un fakelore inauthentique créé au cours du XVIe siècle.
La ballade traite d'Eric, le premier roi de Geatland (fyrsti konunger i Götalandinu vidha). Il envoie une troupe de Geats vers le sud dans un pays nommé Vetala, où personne n'avait encore cultivé la terre. En leur compagnie se trouve un homme sage qui devait faire respecter la loi. Finalement, un roi nommé Humli ordonna à son fils Dan de diriger les colons et, après Dan, le Vetala fut nommé le Danemark.
La chanson a été publiée pour la première fois en 1554 en traduction latine dans l'Historia de omnibus Gothorum Sueonumque regibus  de Johannes Magnus. Il déclare que la chanson originale était communément chantée en Suède à l'époque.